# ونوس ۲۰۰۰
ونوس ۲۰۰۰ ابزاری است برای تحریک جنسی مردان. این اسباب‌بازی جنسی مرد را قادر می‌سازد تا با یا بدون نعوظ اقدام به خودارضایی کند.